# دانشگاه ملی اقیانوس تایوان
دانشگاه ملی اقیانوس تایوان (NTOU ; Chinese) یک دانشگاه ملی در منطقه کیلونگ، تایوان است. این دانشگاه در ابتدا به عنوان کالج استانی فناوری دریایی تایوان در سال ۱۹۵۳ تأسیس شد. در سال ۱۹۷۹، به کالج ملی علوم و فناوری دریایی تایوان تغییر نام داد. ده سال بعد، این مؤسسه به دانشگاه ملی اقیانوس تایوان تغییر نام پیدا کرد. کالجی در بیگان، لینچیانگ در ژوئیه ۲۰۱۹ به عنوان اولین پردیس دانشگاه ملی اقیانوس تایوان در جزایر ماتسو افتتاح شد.